# Élément transfermien
Un élément transfermien, ou simplement transfermien,  est un élément chimique dont le numéro atomique Z est supérieur à celui du fermium, 100. Le premier de ces éléments est le mendélévium (Z = 101), et le dernier connu (en 2021) l'oganesson (Z = 118).
Ces éléments sont tous uniquement synthétiques (inconnus dans l'univers observable), et radioactifs de courte demi-vie.
Le nom des transfermiens a fait l'objet d'une controverse, la « guerre des transfermiens », qui a duré de 1960 à 1997. Depuis 1978, tout transfermien, connu ou non, reçoit un nom et un symbole construits de façon systématique à partir de l'expression décimale de son numéro atomique. Cette dénomination systématique est utilisée à titre provisoire pour les éléments non encore synthétisés et pour les éléments nouvellement synthétisés mais dont la synthèse n'a pas encore été confirmée par l'Union internationale de chimie pure et appliquée (UICPA). Après confirmation, l'UICPA attribue à l'élément un nom et un symbole officiels et définitifs.